# ISO 3166-2:MX
ISO 3166-2:MX es la entrada para México en ISO 3166-2, parte de los códigos de normalización ISO 3166 publicados por la Organización Internacional de Normalización (ISO), que define los códigos para los nombres de las principales subdivisiones (p.ej., provincias o estados) de todos los países codificados en ISO 3166-1.
En la actualidad, para  los códigos ISO 3166-2 se definen para los 31 Estados Libres y Soberanos y la Ciudad de México.
Cada código consta de dos partes, separadas por un guion. La primera parte es MX, el código ISO 3166-1 alfa-2 para México. La segunda parte tiene dos letras.
Los códigos ISO 3166-2 para México abarcan  La primera parte es el código MX de la ISO 3166-1 para México, la segunda parte es alfabética, de tres caracteres.

## Códigos actuales
Los nombres de las subdivisiones se ordenan según el estándar ISO 3166-2 publicado por la Agencia de Mantenimiento ISO 3166 (ISO 3166/MA).
Pulsa sobre el botón en la cabecera para ordenar cada columna.
| Estado                      | Variable  | RENAPO | Dos letras | Completo (ISO 3166-2) |
| --------------------------- | --------- | ------ | ---------- | --------------------- |
| Aguascalientes              | Ags.      | AS     | AG         | MX-AGU                |
| Baja California             | B.C.      | BC     | BC         | MX-BCN                |
| Baja California Sur         | B.C.S.    | BS     | BS         | MX-BCS                |
| Campeche                    | Camp.     | CC     | CM         | MX-CAM                |
| Chiapas                     | Chis.     | CS     | CS         | MX-CHP                |
| Chihuahua                   | Chih.     | CH     | CH         | MX-CHH                |
| Ciudad de México            | Cd.Mx.    | DF     | CX         | MX-CMX                |
| Coahuila                    | Coah.     | CL     | CO         | MX-COA                |
| Colima                      | Col.      | CM     | CL         | MX-COL                |
| Durango                     | Dgo.      | DG     | DG         | MX-DUR                |
| Guanajuato                  | Gto.      | GT     | GT         | MX-GUA                |
| Guerrero                    | Gro.      | GR     | GR         | MX-GRO                |
| Hidalgo                     | Hgo.      | HG     | HG         | MX-HID                |
| Jalisco                     | Jal.      | JA     | JA         | MX-JAL                |
| México                      | Edo. Méx. | MC     | EM         | MX-MEX                |
| Michoacán                   | Mich.     | MN     | MI         | MX-MIC                |
| Morelos                     | Mor.      | MS     | MO         | MX-MOR                |
| Nayarit                     | Nay.      | NT     | NA         | MX-NAY                |
| Nuevo León                  | N.L.      | NL     | NL         | MX-NLE                |
| Oaxaca                      | Oax.      | OC     | OA         | MX-OAX                |
| Puebla                      | Pue.      | PL     | PU         | MX-PUE                |
| Querétaro                   | Qro.      | QO     | QT         | MX-QUE                |
| Quintana Roo                | Q. Roo    | QR     | QR         | MX-ROO                |
| San Luis Potosí             | S.L.P.    | SP     | SL         | MX-SLP                |
| Sinaloa                     | Sin.      | SL     | SI         | MX-SIN                |
| Sonora                      | Son.      | SR     | SO         | MX-SON                |
| Tabasco                     | Tab.      | TC     | TB         | MX-TAB                |
| Tamaulipas                  | Tamps.    | TS     | TM         | MX-TAM                |
| Tlaxcala                    | Tlax.     | TL     | TL         | MX-TLA                |
| Veracruz                    | Ver.      | VZ     | VE         | MX-VER                |
| Yucatán                     | Yuc.      | YN     | YU         | MX-YUC                |
| Zacatecas                   | Zacs.     | ZS     | ZA         | MX-ZAC                |
| Notas: 1. 2. 3. 4. 5. 6. 7. |           |        |            |                       |